# 1er ventôse
1er pluviôse 1er germinal
Le primidi 1er ventôse, officiellement dénommé jour du tussilage, est le 151e jour de l'année du calendrier républicain.
C'était généralement le 19e jour du mois de février dans le calendrier grégorien.